# Деклинограф
Деклинограф — астрономический прибор для механического записывания разностей склонений.
Был изобретён Фюссом в городе Берлине. Состоит из двух стальных зубчиков, из которых один неизменно соединен с постоянной частью окуляра зрительной трубы, установленной в меридиане, а другой — с подвижной нитью микрометра. 
В момент наблюдения, когда нить наведена на светило, зубчики оставляют следы на бумажной ленте; измерив расстояние между знаками на ленте, простым вычислением получается разность склонений. 
Прибор не дает большой точности поэтому не получил широкого распространения и в настоящее время представляет больший интерес для истории астрономии, чем для навигации.